# Ulricehamns IFK
Der Ulricehamns IFK ist ein schwedischer Sportverein in Ulricehamn. Die Fußballmannschaft des Vorgängervereins IFK Ulricehamn spielte in den 1970er Jahren eine Spielzeit in der zweithöchsten schwedischen Spielklasse.

## Geschichte
Die Vorgängervereine IFK Ulricehamn und Ulricehamn IF spielten lange Zeit nur im unterklassigen Bereich der schwedischen Fußballligenpyramide. 1964 stieg Ulricehamn IF erstmals in die Drittklassigkeit auf, der Lokalrivale folgte eine Spielzeit später. Während IFK Ulricehamn sich in seiner Drittligastaffel etablieren konnte, stieg Ulricehamn IF nach zwei Spielzeiten wieder ab und spielte fortan erneut nur noch unterklassig.
IFK Ulricehamn setzte sich bereits gegen Ende der 1960er Jahre im vorderen Tabellendrittel fest. Nach jeweils zweiten Tabellenplätzen 1968 und 1970 hinter Kinna IF respektive Varbergs BoIS gewann die Mannschaft 1971 die Staffel. In der Aufstiegsrunde zur zweiten Liga traf sie auf BK Derby und Tidaholms GIF und verpasste nach zwei Niederlagen die Qualifikation für die höhere Spielklasse. Nachdem die Mannschaft im folgenden Jahr nur knapp dem Wiederabstieg in die vierte Liga entgangen war, etablierte sie sich erneut im vorderen Ligabereich und gewann 1975 abermals die Staffel. Nach einem Sieg und einem Unentschieden verpasste sie jedoch erneut den Aufstieg, hinter Västerås SK und Motala AIF belegte sie vor dem Stockholmer Klub Högalids IF den dritten Rang der Aufstiegsrunde. Dieses Mal wiederholte der Verein den Erfolg des Vorjahres und trat 1976 erneut in der Aufstiegsrunde an. Västra Frölunda IF und der IFK Ystad wurden auf die Plätze verwiesen und gemeinsam mit Mjällby AIF stieg der Klub in die zweite Liga auf.
In der Südstaffel der zweiten Liga war IFK Ulricehamn chancenlos und stieg nach sechs Saisonsiegen gemeinsam mit Råå IF und Grimsås IF direkt wieder ab. In seiner Drittligastaffel erreichte der Klub in den folgenden Jahren Mittelfeldplätze, ohne erneut ins Aufstiegsrennen eingreifen zu können. Vielmehr rutschte er in der Liga ab und nach lediglich drei Saisonsiegen verabschiedete er sich Ende 1982 in die Viertklassigkeit. Vier Jahre später war die Mannschaft Opfer einer Ligareform und wurde in die fünfthöchste Spielklasse zurückgestuft. 1990 kehrte der Klub in die vierte Liga zurück und belegte in seiner Staffel im folgenden Jahr den zweiten Tabellenplatz, stieg aber im folgenden Jahr wieder ab.
Ende 1992 fusionierten IFK Ulricehamn und Ulricehamn IF zu Ulricehamns IFK. Der neue Klub wechselte in den folgenden Jahren zwischen vierter und fünfter Spielklasse. 2007 stieg er in die Sechstklassigkeit ab, zwei Jahre später gelang der Wiederaufstieg.
Die Eishockeymannschaft spielt in der viertklassigen Hockeytvåan.